# Heinrich Christian Michael Rettig
Heinrich Christian Michael Rettig (* 30. Juli 1799 in Gießen; † 24. März 1836 in Zürich) war ein deutscher klassischer Philologe und evangelischer Theologe.

## Werdegang
Rettig studierte nach dem Besuch des Gymnasiums seiner Vaterstadt Philologie und Theologie an der Ludwigs-Universität Gießen. Anschließend unterrichtete er am Gymnasium und an der Universität, seit 1829 als Privatdozent. Er verfasste wissenschaftliche Untersuchungen zur Philologie und Theologie, besonders zu den Evangelien, der Offenbarung des Johannes und der platonischen Philosophie. In seiner 1832 in Gießen erschienene Streitschrift Die freie protestantische Kirche oder die kirchlichen Verfassungsgrundsätze des Evangeliums trat er für die Trennung von Kirche und Staat ein. Im folgenden Jahr wurde er als ordentlicher Professor der Theologie an die neugegründete Universität Zürich berufen, wo er 1835 als Rektor amtierte und kurz darauf starb.
Sein jüngerer Bruder war der Philologe Georg Rettig.